# 比罗比詹1号站
比罗比詹1号站（羅馬化：Stantsia Birobidzhan-1）位于俄罗斯犹太自治州首府比罗比詹，是比罗比詹的主要铁路客运站，距莫斯科雅罗斯拉夫尔站8350.2公里。本站1915年投入使用。

## 列车
- 1（2）次列车（俄罗斯号）：莫斯科 - 海参崴 - 平壤
- 7（8）次列车：新西伯利亚 - 海参崴
- 35（36）次列车：伯力 - 海兰泡
- 61（62）次列车：莫斯科 - 海参崴
- 207（208）次列车：新库兹涅茨克 - 海参崴
- 325（326）次列车：伯力 - 涅留恩格里
- 663（664）次列车：伯力 - Chegdomyn